# Addington (Oklahoma)
Addington – miasto w Stanach Zjednoczonych, w stanie Oklahoma, w hrabstwie Jefferson.